# Heliconius huebneri
Heliconius huebneri är en fjärilsart som beskrevs av Otto Staudinger 1896. Heliconius huebneri ingår i släktet Heliconius och familjen praktfjärilar. Inga underarter finns listade i Catalogue of Life.